# Antonio Petrobelli
Antonio Petrobelli (Padova, 29 settembre 1934 – Ferrara, 1º aprile 1994) è stato un pilota motonautico italiano.

## Carriera
Ha vinto per otto volte il raid Pavia-Venezia. Nel 1963, 1966 e nel 1970 diventa campione italiano classe 2.500 cc. Nel 1966 e 1971 vince l'Europeo, mentre nel 1967 e nel 1969, diventa campione del Mondo.
Muore nelle acque del Po nei pressi di Pontelagoscuro il 1º aprile 1994 a causa di un incidente mentre stava provando il suo motoscafo.